# Amastus scriblita
Amastus scriblita är en fjärilsart som beskrevs av Paul Dognin 1911. Amastus scriblita ingår i släktet Amastus och familjen björnspinnare. Inga underarter finns listade i Catalogue of Life.